# Liste der Monuments historiques in Remoiville
Die Liste der Monuments historiques in Remoiville führt die Monuments historiques in der französischen Gemeinde Remoiville auf.

## Liste der Immobilien
| Bezeichnung  | Beschreibung    | Standort                 | Kennzeichnung | Schutzstatus | Datum | Bild |
| ------------ | --------------- | ------------------------ | ------------- | ------------ | ----- | ---- |
| Jakobuskreuz | bezeichnet 1748 | Rue Saint-Jacques (Lage) | PA00106606    | Inscrit      | 1935  |      |

## Liste der Objekte
| Bezeichnung         | Beschreibung | Standort                        | Kennzeichnung | Schutzstatus | Datum | Bild |
| ------------------- | --- | ------------------------------- | ------------- | ------------ | ----- | ---- |
| Hauptaltar          | Altartisch, Retabel, Skulptur Madonna mit Kind und Gemälde Heilige Dreifaltigkeit; Holz, farbig gefasst und vergoldet, 18. und 19. Jahrhundert   | in der Kirche St-Jacques (Lage) | PM55001353    | Classé       | 2000  |      |
| Zwei Seitenaltäre   | Ensemble aus PM55001351 und PM55001352 | in der Kirche St-Jacques (Lage) | PM55001350    | Classé       | 2000  |      |
| Rechter Seitenaltar | Altartisch, Retabel und Skulptur Heiliger Eligius; Holz, farbig gefasst und vergoldet, 18. und 19. Jahrhundert                                   | in der Kirche St-Jacques (Lage) | PM55001351    | Classé       | 2000  |      |
| Linker Seitenaltar  | Altartisch, Retabel und zwei Skulpturen Heiliger Jakobus und Heiliger Christophorus; Holz, farbig gefasst und vergoldet, 18. und 19. Jahrhundert | in der Kirche St-Jacques (Lage) | PM55001352    | Classé       | 2000  |      |
| Monstranz           | Messing, versilbert, erste Hälfte des 19. Jahrhunderts; im Centre départemental d’art sacré in Saint-Mihiel deponiert                            | in der Kirche St-Jacques (Lage) | PM55002234    | Inscrit      | 1991  |      |